# Arhivsko vino
Arhivsko vino je kvalitetno ili vrhunsko vino koje je u podrumskim uvjetima čuvano pet ili više godina, od toga najmanje tri godine u boci.
U arhivskim vinima uživaju istinski znalci koji znaju cijeniti njihovu profinjenost, koji umiju odrediti prigodu i vrijeme kada će ih piti, uz koja jela i u kojem društvu, jer počastiti nekog, ili mu pokloniti arhivsko vino, znači iskazati mu posebnu čast i osobito poštovanje.